# Vektorpotenciál (matematika)
A vektorpotenciál a vektoranalízis integrálfajtáinak egyike. Induljunk ki egy vektormezőből (B). A vektorpotenciál (A) az a vektormező, amelynek az adott vektormező a rotációja:
{\displaystyle \mathbf {B} (\mathbf {r} )=\operatorname {rot} \ \mathbf {A} (\mathbf {r} )=\nabla \times \mathbf {A} (\mathbf {r} )}
Ha a vektormező differenciálható, akkor és csak akkor létezik vektorpotenciálja, ha forrásmentes, vagyis örvénymező. Mivel mágneses monopólusok nincsenek, ezért a mágneses mező forrásmentes.
A mágneses mező örvényes volta következtében áramok jelenlétében nem jellemezhető skalárpotenciállal. Az elektromágneses tér számításánál a mágneses vektorpotenciál bevezetése nyújtja a megoldást. Ugyanis az Aharonov-Bohm-hatás nem magyarázható csupán a {\displaystyle \mathbf {B} (\mathbf {r} )} áramsűrűséggel.
A vektorpotenciál felhasználásával egyszerűbbé válnak a Maxwell-egyenletek, ezzel láthatóvá válik, hogy a {\displaystyle \mathbf {j} (\mathbf {r} )} helyfüggő áramsűrűséggel vett konvolúció vektorpotenciálja számítható adott áramsűrűség vektorpotenciáljaként is, és innen számítható a mágneses indukció és az áramsűrűség is.

## Definíció
A {\displaystyle \mathbf {B} (\mathbf {r} )} forrásmentes vektormező vektorpotenciálja az az {\displaystyle \mathbf {A} (\mathbf {r} )} vektormező, amelyre
{\displaystyle \mathbf {B} (\mathbf {r} )=\nabla \times \mathbf {A} (\mathbf {r} )}
ahol is {\displaystyle \nabla \times \mathbf {A} (\mathbf {r} )} a rotáció. A forrásmentességnek azért kell teljesülnie, mert
{\displaystyle \operatorname {div} \mathbf {B} =\operatorname {divrot} \mathbf {A} =\nabla \cdot (\nabla \times \mathbf {A} )=0}
minden kétszer differenciálható vektormezőre.
Az elektrodinamikában az {\displaystyle \mathbf {E} (\mathbf {r} ,t)} elektromos mezőre
{\displaystyle \mathbf {E} (\mathbf {r} ,t)=-\nabla \Phi (\mathbf {r} ,t)-\partial _{t}\mathbf {A} (\mathbf {r} ,t)}
ahol {\displaystyle \Phi } skalárpotenciál.
Kiegészítve a Lorenz-mértékkel levezethetők a Maxwell-egyenletek. A magnetosztatikában a Coulomb-mértéket használják, ami az előbbi statikus határesete.
A kvantumelektrodinamikában és a relativitáselméletben a skalár- és vektorpotenciált a négyespotenciálban foglalják össze:
{\displaystyle A^{\mu }=\left(\Phi /c,\mathbf {A} \right)}

## Tulajdonságok
(1) A vektorpotenciál csak egy gradiensmező erejéig meghatározott a gradiensmező örvénymentessége miatt. Tehát minden {\displaystyle \chi (\mathbf {r} ,t)} skalármezőre
{\displaystyle \mathbf {A} (\mathbf {r} ,t)'=\mathbf {A} (\mathbf {r} ,t)+\nabla \chi (\mathbf {r} ,t)}
{\displaystyle \Rightarrow \;\;\mathbf {B} (\mathbf {r} ,t)'=\nabla \times \mathbf {A} (\mathbf {r} ,t)'=\nabla \times \mathbf {A} (\mathbf {r} ,t)+\nabla \times \nabla \chi =\nabla \times \mathbf {A} (\mathbf {r} ,t)=\mathbf {B} (\mathbf {r} ,t)\,.}
A különböző mértékkel ellátott vektorpotenciálok is ugyanazt a mágneses mezőt adják. Ez a mágneses mező mértékinvarianciája.
(2) A vektorpotenciál nem konzervatív. Ha mégis, akkor az {\displaystyle \alpha } skalármező gradiense lenne, így:
{\displaystyle \mathbf {B} (\mathbf {r} )=\nabla \times \mathbf {A} (\mathbf {r} )=\nabla \times \nabla \alpha \equiv 0\,\,.}
(3) A magnetosztatikában a Coulomb-mérték szerinti vektorpotenciál forrásmentessé tehető:
{\displaystyle \nabla \cdot \mathbf {A} (\mathbf {r} )=0}.
(4) Ezzel szemben az elektrodinamikában nem statikus viselkedés esetén azonban többnyire a Lorenz-mértékre van szükség. Ekkor ugyanis az elektromágneses hullámmező számításához fontossá válik a következő kapcsolat:
{\displaystyle \nabla \cdot \mathbf {A} (\mathbf {r} ,t)+{\frac {1}{\ c^{2}}}\partial _{t}\Phi (\mathbf {r} ,t)=0\,.} Ahol {\displaystyle \Phi (\mathbf {r} ,t)} skalárpotenciál, és {\displaystyle c} a vákuumbeli fénysebesség.
(5) A magnetosztatikában a vektorpotenciál teljesíti a Poisson-egyenletet, amire (a vákuum {\displaystyle \epsilon _{0}} permittivitásával és a vákuum {\displaystyle \mu _{0}} permeabilitásával):
{\displaystyle \nabla ^{2}\mathbf {A} (\mathbf {r} )=-{\frac {1}{\varepsilon _{0}c^{2}}}\mathbf {j} \equiv -\mu _{0}\mathbf {j} }.
Innen a vektorpotenciál kifejezése konvolúció felhasználásával: (lásd Green-függvény):
{\displaystyle \mathbf {A} (\mathbf {r} )={\frac {\mu _{0}}{4\pi }}\int {\frac {\mathbf {j} (\mathbf {r} ')}{\left|\mathbf {r} -\mathbf {r} '\right|}}\mathrm {d} ^{3}r'\,.}
A {\displaystyle \nabla \cdot \mathbf {A} } és a {\displaystyle \nabla \times \mathbf {A} } kifejezéseket {\displaystyle \mathrm {div} \,\mathbf {A} } és {\displaystyle \mathrm {rot} \,\mathbf {A} } is jelölheti.
(6) Az elektrodinamikában a Poisson-egyenlet kiterjeszthető a vektorpotenciálra felírt (inhomogén) hullámegyenletté:
{\displaystyle \Box \mathbf {A} (\mathbf {r} )=\nabla ^{2}\mathbf {A} (\mathbf {r} )-{\frac {1}{c^{2}}}\partial _{t}^{2}\mathbf {A} (\mathbf {r} )=-{\frac {1}{\varepsilon _{0}c^{2}}}\mathbf {j} },
ahol {\displaystyle \Box } a d'Alembert-operátor.
Az egyenlet (inhomogén) megoldása a késleltetett vektorpotenciál:
{\displaystyle \mathbf {A} (\mathbf {r} ,t)={\frac {\mu _{0}}{4\pi }}\int {\frac {\mathbf {j} (\mathbf {r} ',t')}{\left|\mathbf {r} -\mathbf {r} '\right|}}\mathrm {d} ^{3}r'}, mit {\displaystyle t'=t-{\frac {|\mathbf {r} -\mathbf {r} '|}{c}}}.
A homogén megoldást a kezdeti feltételek teszik egyértelművé.
(7)A vektorpotenciál {\displaystyle A_{x}}, {\displaystyle A_{y}} és {\displaystyle A_{z}} komponensei és a {\displaystyle \Phi /c} skalárpotenciál az elektrodinamikában négyesvektorrá foghatók össze, amit a Lorentz-transzformációk Albert Einstein speciális relativitáselméletében a (x, y, z ,ct) négyessé transzformálnak. Itt c a vákuumbeli fénysebesség.

## Kapcsolat a skalárpotenciállal
A Helmholtz-tétel miatt (majdnem) minden {\displaystyle {\vec {H}}({\vec {r}})} vektormező előáll az {\displaystyle {\vec {F}}({\vec {r}})} és a {\displaystyle {\vec {G}}({\vec {r}})} vektormezők szuperpozíciójaként. {\displaystyle {\vec {F}}({\vec {r}})} egy {\displaystyle \Phi ({\vec {r}})} skalármező gradiense, {\displaystyle {\vec {G}}({\vec {r}})} egy {\displaystyle {\vec {\Gamma }}({\vec {r}})} vektormező rotációja:
{\displaystyle {\vec {H}}({\vec {r}})={\vec {F}}({\vec {r}})+{\vec {G}}({\vec {r}})=\operatorname {grad} \,\Phi ({\vec {r}})+\operatorname {rot} \,{\vec {\Gamma }}({\vec {r}})={\vec {\nabla }}\Phi ({\vec {r}})+{\vec {\nabla }}\times {\vec {\Gamma }}({\vec {r}})}
Ha {\displaystyle {\vec {F}}({\vec {r}})\,} konzervatív erőtér, ahol az {\displaystyle {\vec {F}}\,} erő a legkisebb kényszer elve szerint mindig a {\displaystyle \Phi \ } potenciál legnagyobb meredeksége felé irányul, akkor az egyenlet a következő alakra hozható:
{\displaystyle {\vec {H}}({\vec {r}})={\vec {F}}({\vec {r}})+{\vec {G}}({\vec {r}})=-\operatorname {grad} \,\Phi ({\vec {r}})+\operatorname {rot} \,{\vec {\Gamma }}({\vec {r}})=-{\vec {\nabla }}\Phi ({\vec {r}})+{\vec {\nabla }}\times {\vec {\Gamma }}({\vec {r}}).}